# موتسنهاوس
موتسنهاوس (به فرانسوی: Mutzenhouse) یک کمون در فرانسه با جمعیت ۴۲۴ نفر است که در Canton of Hochfelden واقع شده‌است.